# Cloeon papuanum
Cloeon papuanum is een haft uit de familie Baetidae. De wetenschappelijke naam van de soort is voor het eerst geldig gepubliceerd in 1957 door Bruggen.
De soort komt voor in het Australaziatisch gebied.